# Kommissarin Lucas – Aus der Bahn
Aus der Bahn ist ein Film des ZDF, der Teil der Serie Kommissarin Lucas ist. Christiane Balthasar führte Regie bei dem 2010 ausgestrahlten Fernsehfilm. In ihrem elften Fall hat Kommissarin Lucas (Ulrike Kriener) es mit einer Vergewaltigung durch Jugendliche und deren Folgen zu tun. Die Gastrollen sind mit Nadja Bobyleva, François Goeske, Mathias Herrmann, Edin Hasanović und Torben Liebrecht besetzt.
Das Drehbuch von Jörg von Schlebrügge beruht auf einer Idee von Sabine Kallinowski und Patrick Weber.

## Handlung
In der Innenstadt von Regensburg wird ein Paar gewalttätig angegangen, nur weil es nach Meinung einiger Jugendlicher zum Establishment gehört. Das Sportcabrio des Mannes wird mit Eisenstangen bearbeitet. Rike Lucas, die Schwester von Kriminalhauptkommissarin Ellen Lucas, die mit ihrem Vermieter Max unterwegs ist, wird, als sie eingreifen will, niedergeschlagen und wacht erst im Krankenhaus wieder auf. Max verfolgt die Täter.
Kurze Zeit später eilt Ellen Lucas zu einem Tatort, wo die Leiche des gerade mal 16-jährigen Schülers Sebastian Holzinger gefunden worden ist. Seine Kopfverletzung lässt vermuten, dass er in eine Schlägerei verwickelt war. Eingeleitete Ermittlungen führen auch zu Max. Ellens Vorgesetzter Boris Noethen sieht einen Tatverdacht, was Lucas jedoch sofort ausschließt. Ihre Ermittlungen konzentrieren sich auf die Schüler Michael Schmidbauer, Miro Kovac und Karli Sammer. Die Jugendlichen betreiben ein Internetportal namens „Pain Attack“, der Name ziert auch ihre Jacken, wenn sie unterwegs sind, sich gegen die zu stellen, die ihrer Meinung nach zu denen „da oben“ gehören. Auf ihren Seiten stellen sie ihre „Heldentaten“ dann ins Netz, betreiben also Happy Slapping, wie es in ihrem Jargon heißt. Die Filme richten sich fast ausschließlich gegen reiche Mitbürger, die man erniedrigen möchte. Kovacs und Sammer waren zudem schon straffällig und mit Jugendarrest belegt.
Von Sebastians Klassenlehrer Christian Wehring erfahren Lucas und ihr Kollege Leander Blohm, dass Sebastian ein Außenseiter mit wenig Selbstbewusstsein war, nicht cool, nicht sportlich, jemand, der sich an Stärkere gehängt habe, um sich selbst aufzuwerten. Jede Demütigung mache die Starken noch stärker und ihre Aufmerksamkeit kostbarer. In der Klasse des toten Schülers erfährt Lucas, dass Sebastians Vater Günter seinem Sohn gedroht habe, wenn er sich noch einmal nachts herumtreibe, schlage er ihn tot.
Holzinger indes lauert Karli Sammer auf und richtet ihn böse zu, um Informationen aus ihm herauszupressen. Burckhard und Schiff aus Lucas Team können gerade noch verhindern, dass der Junge nicht erstickt, aber nicht, dass er ins Koma fällt. Halb gelöschte Filme von Sammers Handy und dem Handy des toten Jungen, die man nur zum Teil wiederherstellen kann, geben Anlass zu der Vermutung, dass ein Mädchen vergewaltigt worden ist. Musste Sebastian sterben, weil er reden wollte, hatten die anderen Angst, dass er als Zeuge zu unsicher war, er der Außenseiter, die nie wirklich dazugehörte?
Die Spur führt zu der Gymnasiastin Diana Greve, die eisern schweigt, und abstreitet, vergewaltigt worden zu sein. Auch ihr Vater Stephan findet keinen Zugang zu ihr. Nach einem Selbstmordversuch hat sie sich völlig in sich selbst zurückgezogen. Einzig Michael Schmidbauer scheint ihr seltsamerweise etwas zu bedeuten.
Inzwischen hat Schmidbauer genug von seinen Freunden bei Pain Attack und sagt sich von ihnen los, nicht nur weil diese  beschließen, Ellen Lucas aufzulauern, was sie auch tun. Durch das beherzte Eingreifen von Max kann jedoch Schlimmeres verhindert werden. In einer Vernehmung des Anführers Miro Kovac beschuldigt der Schüler Max, Sebastian getötet zu haben. Er habe ihn an jenem Abend verfolgt und sich mit Sebastian angelegt. Außerdem habe er ihn später noch an dem Platz gesehen, wo man Sebastian gefunden habe.
Lucas glaubt, dass Diana Michael Schmidbauer schützen will. Zwischen beiden gibt es Gefühle, die sie sich nicht zu äußern wagten. Nur geschrieben haben sie sich, nicht miteinander geredet, zu groß war wohl die Angst einer Zurückweisung. Da es Michaels Freunden nicht passte, dass er in Diana quasi eine Heilige gesehen hat, beschlossen sie, ihm vor Augen zu führen, dass die nur eine Schlampe sei. Das hielten sie dann per Handy fest, wobei sie Sebastian vorschickten, während Miro das Mädchen festhielt und Karli die Vergewaltigung filmte.
Sebastian ist jedoch, wie Lucas herausfindet, durch die Hand von Stephan Greve gestorben. Er hatte gesehen, wie Michael Schmidbauer Sebastian verprügelte und dann liegen ließ. Er habe dem Jungen eigentlich helfen wollen, einen Krankenwagen rufen, aber er sollte ihm zuvor sagen, was sie mit seiner Tochter angestellt hätten, die Tat wenigstens zugeben, aber er habe sich aufgerappelt und gehen wollen, da habe er ihn gestoßen. Wenn er nicht so schwach gewesen wäre, wäre er noch nicht einmal hingefallen, aber er ist gefallen und ausgerechnet mit dem Kopf auf eine Betonkante.
Derweil sitzen Michael und Diana nebeneinander auf einer Brücke erst wortlos bis Diana Michael erzählt, dass ihr Vater für Sebastians Tod verantwortlich sei. Wie auf Kommando lassen beide ihr Handy ins Wasser fallen und umarmen sich nach einem kurzen Moment des Zögerns. Manchmal sei es auch gut, zu spät zu kommen, erklärt Lucas ihrem Kollegen Blohm lächelnd beim Anblick der beiden.

## Produktion, Veröffentlichung
Aus der Bahn wurde in Regensburg und München gedreht.
Der Film wurde am 13. März 2010 zur Hauptsendezeit im ZDF erstausgestrahlt.
Aus der Bahn wurde am 15. April 2011 vom Studio Edel Germany GmbH auf DVD herausgegeben zusammen mit fünf weiteren Fällen der Serie.

## Rezeption

### Einschaltquote
Bei seiner Erstausstrahlung konnte der Film 5,46 Mio. Zuschauer verzeichnen, was einem Marktanteil von 17,1 % entsprach.

### Kritik
Für das Lexikon des internationalen Films war Aus der Bahn ein „Standardisierter (Fernsehserien-)Krimi aus der bayerischen Provinz, in der sich ebenso monströse Dinge zu ereignen scheinen wie im Großstadtdschungel.“
Für die Kritiker der Fernsehzeitschrift TV Spielfilm war der Film „Klug verdichtet, exzellent gespielt.“
Rainer Tittelbach von Tittelbach.tv war der Ansicht, dass auch der elfte Fall von Kommissarin Lucas „aus der gewohnt überzeugenden ZDF-Reihe mit Ulrike Kriener“ ein „spannender Krimi“ sei. Er zeige, wie „aus ‚Happy Slapping‘ blutiger Ernst“ werde. „Kleine Schwächen in der Zeit-Dramaturgie der Vor-Geschichte gleich[e] die gekonnte Inszenierung von Christiane Balthasar aus. Überaus stark: Nadja Bobyleva.“
kino.de bescheinigte Aus der Bahn, dass er Bestandteil „der vorzüglichen ZDF-Krimireihe ‚Kommissarin Lucas‘“ sei. Seit dem Start der Serie hätten Sender und Produzenten stets darauf geachtet, dass sich Kommissarin Lucas von anderen Reihen abhebe und die Geschichten über sich hinausweisen. Auch Aus der Bahn greife wieder „ein ebenso brisantes wie aktuelles Thema auf“. Abschließend hieß es, nachdem zuvor der Handlungsstrang Rike, Krankenhaus, Jenseitsvision als nicht zum Rest der Geschichte passend apostrophiert wurde: „Dennoch ist auch dieser Film nicht zuletzt dank der herausragenden jungen Darsteller, dank Musik (Johannes Kobilke) und Bildgestaltung (Hannes Hubach) ein Samstags-Höhepunkt.“
Frank Rauscher von Stimme.de schrieb, dass der neue Fall von Kommissarin Lucas „furios“ beginne und „wohl auch sehr realitätsnah“ sei. Der Film gehe aber „weit über einen fiktionalen Aufguss zum Thema Jugendgewalt hinaus“. Wörtlich schrieb Rauscher: „Sensibel und mit erstaunlicher Tiefe werden hier vermeintlich saubere Mittelschichtsverhältnisse und gebeutelte Jugendpsychen ausgelotet. Der Fall […] handelt von Mord, Vergewaltigung, Arbeitslosigkeit, Zivilcourage und Cliquendruck – und auch von einer großen Jugendliebe.“ Das seien „fürwahr genug epische Themen für drei Fernsehkrimis“. Dennoch „verzettele sich die düstere Story nicht, der rote Faden geh[e] nie verloren, und sogar das unterhaltsame Moment komm[e] nicht zu kurz“. Ganz besonders gelobt wurde das herausragende Spiel von Nadja Bobyleva und François Goeske „als die sensiblen und gepeinigten Liebenden“ sowie das von Edin Hasanović als „ewig wütender Gewalttäter“.